# Route 14 (Manitoba)
La Route 14 (PTH 14) est une route provinciale du Manitoba. La route s'étend d'ouest en est depuis l'intersection avec la route 3 près de Winkler jusqu'à l'intersection avec la route 75 près de Letellier, dans le sud de la province,.

## Description du tracé
La route 14 débute à l'intersection avec la route 3 près de Winkler. Elle se dirige vers l'est et atteint rapidement la ville. Elle la traverse dans sa section nord avant de continuer son trajet vers l'est. Elle contourne Plum Coulee et Rosenfeld avant d'atteindre son terminus est à l'intersection avec la route 75,,.

## Intersections majeures
| Division              | Ville   | km    | Destinations                                         | Notes                                                 |
| --------------------- | ------- | ----- | ---------------------------------------------------- | ----------------------------------------------------- |
| No. 3                 |         | 0,00  | PTH-3 – Morden, Carman, Winnipeg                     | La PTH-14 ouest devient la PTH-3 ouest                |
| No. 3                 | Winkler | 5,00  | PTH-32 sud / PR 428 nord – Roland, Walhalla          | Terminus nord de la PTH-32; terminus sud de la PR 428 |
| No. 3                 |         | 18,50 | PR 306 – Plum Coulee, Myrtle, Rosetown               |                                                       |
| No. 3                 |         | 33,60 | PTH-30 sud / PR 332 nord – Rosenfeld, Altona, Gretna | Terminus nord de la PTH-30; terminus sud de la PR 332 |
| No. 3                 |         | 45,50 | PR 426 sud – Saint-Joseph                            | Terminus nord de la PR 426                            |
| No. 3                 |         | 50,20 | PTH-75 – Winnipeg, Emerson                           |                                                       |
| - Transition de route |         |       |                                                      |                                                       |